# Planella (Moià)
Planella és una masia situada en el terme municipal de Moià, a la comarca catalana del Moianès. Està situada a prop i al nord-est de la vila, a uns dos quilòmetres de distància de Moià. És molt a prop al nord-oest de la Granoia, a ponent del camí de Ferrerons i de Cal Gira. Pel vessant de ponent de la carena on es troba discorre el Torrent Fondo, i pel seu vessant sud-est, el torrent de la Boixeria.